# Julia Grant
 (St. Louis, 26 gennaio 1826 – 14 dicembre 1902) fu la moglie di Ulysses S. Grant, diciottesimo presidente degli Stati Uniti d'America.

## Biografia
Nata Julia Boggs Dent presso le piantagioni di White Haven a St. Louis nel Missouri, e figlia del colonnello Frederick Dent e di Hellen Wrenshall-Dent, Julia nelle sue memorie pubblicate soltanto nel 1975, descrisse la sua infanzia come idilliaca. Conobbe il giovane Ulysses S. Grant, un soldato di stazione in Louisiana e dopo un serrato corteggiamento, di cui il padre di Julia era all'oscuro, accettò di fidanzarsi ufficialmente con lui nel 1844. Dopo un fidanzamento di quattro anni i due si sposarono il 22 agosto 1848 quando Julia aveva ventidue anni, contro il volere dei genitori di entrambi. Infatti se da una parte i Dent non gradivano Ulysses in quanto un semplice soldato non poteva garantire alla moglie agi e ricchezza, i Grant non gradivano la famiglia di Julia in quanto schiavisti. Dall'unione dei due nacquero quattro figli: Frederick Dent Grant (1850-1912), Ulysses S. Grant, Jr. (1852-1929), Ellen Wrenshall Grant (1855-1922) e Jesse Root Grant (1858-1934).
Dopo molti anni di stress e sacrifici, dovuti alla vita militare di Grant, Julia si trovò sposata con un generale e nel 1869 divenne la first lady degli Stati Uniti d'America. Julia Grant si preoccupò di rimodernare gli arredi e la tappezzeria della Casa Bianca, istituì nuove divise per i camerieri, e impose l'obbligo di non fumare (con l'eccezione dei sigari del marito). La Casa Bianca divenne il centro della vita sociale di Washington e il matrimonio di Ellen Wrenshall Grant all'interno della dimora presidenziale è ricordato come uno dei più opulenti e maestosi. Alla fine del mandato di Grant nel 1877, la coppia si concesse un lungo viaggio intorno al mondo, tuttavia nel 1884 a causa di un affare sbagliato, l'ex presidente perse tutti i suoi averi. Per poter provvedere alla sopravvivenza della moglie, Ulysses Grant scrisse le proprie memorie, combattendo con il tempo e con il cancro. Grazie a esse, la vedova fu in grado di vivere nel benessere sino alla propria morte, avvenuta nel 1902 all'età di 76 anni. La stessa Julia Grant fu l'unica first lady a scrivere le proprie memorie, benché poi non riuscì a trovare un editore che le pubblicasse, e passarono quasi 75 anni dalla sua morte quando The Personal Memoirs of Julia Dent Grant (Mrs. Ulysses S. Grant) furono finalmente pubblicate nel 1975.